# 1519 год
1519 (ты́сяча пятьсо́т девятна́дцатый) год  по юлианскому календарю — невисокосный год, начинающийся в субботу. Это 1519 год нашей эры, 9‑й год 2‑го десятилетия XVI века 2‑го тысячелетия, 10‑й год 1510‑х годов. Он закончился 506 лет назад.
| Пн | Вт | Ср | Чт | Пт | Сб | Вс |
|    |    |    |    |    | 1  | 2  |
| 3  | 4  | 5  | 6  | 7  | 8  | 9  |
| 10 | 11 | 12 | 13 | 14 | 15 | 16 |
| 17 | 18 | 19 | 20 | 21 | 22 | 23 |
| 24 | 25 | 26 | 27 | 28 | 29 | 30 |
| 31 |    |    |    |    |    |    |

| Пн | Вт | Ср | Чт | Пт | Сб | Вс |
|    | 1  | 2  | 3  | 4  | 5  | 6  |
| 7  | 8  | 9  | 10 | 11 | 12 | 13 |
| 14 | 15 | 16 | 17 | 18 | 19 | 20 |
| 21 | 22 | 23 | 24 | 25 | 26 | 27 |
| 28 |    |    |    |    |    |    |

| Пн | Вт | Ср | Чт | Пт | Сб | Вс |
|    | 1  | 2  | 3  | 4  | 5  | 6  |
| 7  | 8  | 9  | 10 | 11 | 12 | 13 |
| 14 | 15 | 16 | 17 | 18 | 19 | 20 |
| 21 | 22 | 23 | 24 | 25 | 26 | 27 |
| 28 | 29 | 30 | 31 |    |    |    |

| Пн | Вт | Ср | Чт | Пт | Сб | Вс |
|    |    |    |    | 1  | 2  | 3  |
| 4  | 5  | 6  | 7  | 8  | 9  | 10 |
| 11 | 12 | 13 | 14 | 15 | 16 | 17 |
| 18 | 19 | 20 | 21 | 22 | 23 | 24 |
| 25 | 26 | 27 | 28 | 29 | 30 |    |

| Пн | Вт | Ср | Чт | Пт | Сб | Вс |
|    |    |    |    |    |    | 1  |
| 2  | 3  | 4  | 5  | 6  | 7  | 8  |
| 9  | 10 | 11 | 12 | 13 | 14 | 15 |
| 16 | 17 | 18 | 19 | 20 | 21 | 22 |
| 23 | 24 | 25 | 26 | 27 | 28 | 29 |
| 30 | 31 |    |    |    |    |    |

| Пн | Вт | Ср | Чт | Пт | Сб | Вс |
|    |    | 1  | 2  | 3  | 4  | 5  |
| 6  | 7  | 8  | 9  | 10 | 11 | 12 |
| 13 | 14 | 15 | 16 | 17 | 18 | 19 |
| 20 | 21 | 22 | 23 | 24 | 25 | 26 |
| 27 | 28 | 29 | 30 |    |    |    |

| Пн | Вт | Ср | Чт | Пт | Сб | Вс |
|    |    |    |    | 1  | 2  | 3  |
| 4  | 5  | 6  | 7  | 8  | 9  | 10 |
| 11 | 12 | 13 | 14 | 15 | 16 | 17 |
| 18 | 19 | 20 | 21 | 22 | 23 | 24 |
| 25 | 26 | 27 | 28 | 29 | 30 | 31 |

| Пн | Вт | Ср | Чт | Пт | Сб | Вс |
| 1  | 2  | 3  | 4  | 5  | 6  | 7  |
| 8  | 9  | 10 | 11 | 12 | 13 | 14 |
| 15 | 16 | 17 | 18 | 19 | 20 | 21 |
| 22 | 23 | 24 | 25 | 26 | 27 | 28 |
| 29 | 30 | 31 |    |    |    |    |

| Пн | Вт | Ср | Чт | Пт | Сб | Вс |
|    |    |    | 1  | 2  | 3  | 4  |
| 5  | 6  | 7  | 8  | 9  | 10 | 11 |
| 12 | 13 | 14 | 15 | 16 | 17 | 18 |
| 19 | 20 | 21 | 22 | 23 | 24 | 25 |
| 26 | 27 | 28 | 29 | 30 |    |    |

| Пн | Вт | Ср | Чт | Пт | Сб | Вс |
|    |    |    |    |    | 1  | 2  |
| 3  | 4  | 5  | 6  | 7  | 8  | 9  |
| 10 | 11 | 12 | 13 | 14 | 15 | 16 |
| 17 | 18 | 19 | 20 | 21 | 22 | 23 |
| 24 | 25 | 26 | 27 | 28 | 29 | 30 |
| 31 |    |    |    |    |    |    |

| Пн | Вт | Ср | Чт | Пт | Сб | Вс |
|    | 1  | 2  | 3  | 4  | 5  | 6  |
| 7  | 8  | 9  | 10 | 11 | 12 | 13 |
| 14 | 15 | 16 | 17 | 18 | 19 | 20 |
| 21 | 22 | 23 | 24 | 25 | 26 | 27 |
| 28 | 29 | 30 |    |    |    |    |

| Пн | Вт | Ср | Чт | Пт | Сб | Вс |
|    |    |    | 1  | 2  | 3  | 4  |
| 5  | 6  | 7  | 8  | 9  | 10 | 11 |
| 12 | 13 | 14 | 15 | 16 | 17 | 18 |
| 19 | 20 | 21 | 22 | 23 | 24 | 25 |
| 26 | 27 | 28 | 29 | 30 | 31 |    |

## События

### Европа
- 1493—1593 — Столетняя хорватско-османская война. Серия вооружённых конфликтов между Королевством Хорватия и Османской империей[1].
- 1507—1622 — Португало-персидская война. Ряд вооружённых конфликтов между колониалистской Португалией и вассальным Ормузом, с одной стороны, и Сефевидской империей, поддерживаемой англичанами, с другой[2].
- 1511—1641 — Малайско-португальская война. Вооружённый конфликт XVI-XVII веков, в котором Малаккский султанат при поддержке империи Мин, Голландской Ост-Индской компании (с 1607) и Джохора безуспешно сопротивлялся Португальской империи, стремившейся захватить Малакку и установить контроль над торговлей между Индией и Китаем[3].
- 1514—1555 — Турецко-персидская война[4].
- 1515—1523 — Восстание фрисландских крестьян против властей Голландии[5].
- 1518—1520 — датский король Кристиан разбил шведов и восстановил Кальмарскую унию.
- 1519—1521 — началась Война Польши с Тевтонским орденом, так как Альберт отказался принести вассальную присягу. Сигизмунд I Старый нанёс поражение Ордену, но не смог воспользоваться успехом (см. 1525 год)[6].
- 1519—1523 — началась война Хильдесхаймская вражда[7].
- 20 сентября — пять кораблей флотилии Магеллана, португальского моряка на испанской службе, вышли из гавани Санлукар-де-Баррамеда.
- Ноябрь — обращение кортесов Толедо к другим городам Кастилии с требованиями к Карлу.
- Карл I Испанский получает наследство Австрийского дома, переданное ему дедом Максимилианом I, и избирается императором Священной Римской империи.
- Чума в Валенсии. Большинство дворян покинуло город. Ремесленники создали организацию «Хермания» («братство»), которая направила Карлу петицию. «Хермания» создала хунту из 13 человек.
- Диспут в Лейпциге. Мартин Лютер заявил, что Гус был осуждён неправильно.
- Стачка подмастерьев-шляпников в Праге.

### Азия
- 1519—1520 — началась Казахско-ногайская война[8]. Войска Казахского хана Касыма заняли практически всю территорию Ногайской Орды. Большинство мурз перебрались на правый берег Волги и стали кочевать в пределах Крымского ханства[9].
  - Ногайская битва[8].
- Восстания Джалили. Народное восстание под предводительством Джелала в районе Токата в Малой Азии. Охватило всю Центральную Анатолию. Повстанцы захватили Карахисар и направлялись на Анкару. Восставшие разбиты и рассеяны в сражении под Акшехиром. Джелал попал в плен и был казнён[10].
- Полное подавление восстания в Цзянси.
- Дворцовые перевороты и кровопролитные стычки в Сеуле.
- Захват португальцами Негапатама (Индия).

### Америка
- 21 апреля — Испанский конкистадор Эрнан Кортес высадился с отрядом в Мексике.
- Отряд испанцев во главе с Эрнаном Кортесом (1485—1547) отправился с Кубы во внутренние области Мексики. Высадившись на побережье, Кортес повёл войска на Теночтитлан. Испанцы захватили в плен правителя ацтеков Монтесуму и от его имени начали управлять страной.

### Крымское ханство
- Первоначально, в этом году, калгой Крымского ханства стал следующий по старшинству брат Мухаммеда I Гирея — Ахмед-Гирей, однако между ними произошёл конфликт, в результате Ахмед-Гирей был убит, а его сын Геммет-Гирей бежал в Константинополь (Стамбул). Бахадур-Гирей назначен калгой[11].
- Мухаммед I Гирей, после кризиса, столкнулся со стремлением ограничить ханскую власть со стороны крымской знати, которая впервые стала апеллировать к турецкому султану с обвинениями хана в нелояльности султану (Мухаммеду вменялось в вину тайные связи с Персией)[11].
- Крымские татары совершили набег на территории ВКЛ и Польши (см. 1512 и 1527, а также другие года)[6].
  - 2 августа — битва под Сокалем[2].

## Русское государство
Правление: 1505—1533 — Василий III Иванович
- Русско-литовская война (1512—1522)[12].
  - Июль —  Василий III приказывает войскам выступить из Вязьмы к Смоленску в Литовскую землю. Основной удар направляет на Вильно[13].
  - 11 сентября — взяв полон русское войско возвращается в Вязьму[13].
- После смерти Мухаммед-Эмина (ум. 1518), казанская знать во главе с улуг-карачи-беком Булатом Ширином, по предварительному согласованию с Василием III, пригласила на казанских трон касимовского хана Шах-Али (1519-1521), потомка ханов Большой Орды, противника династии Гиреев и пресекшейся династии Улуг-Мухаммеда[14].
  - 09 января — Василий III посылает в Казань своего посла Михаила Юрьевича Захарьина и дьяка Ивана Ивановича Телешова с объявлением, что назначает новым казанским ханом Шигалея[13].
  - 08 марта — Василий III принимает присягу у нового казанского хана Шигалея и отпускает его в Казань вместе со своим послом Дмитрием Фёдоровичем Бельским, для вступления на престол[13].
  - В Казани появился русский гарнизон[14].
- Февраль — Василий III даёт своему брату Андрей Ивановичу в удел города: Старица, Верея, Вышгород и Алексин[13].
- Май — Василий III совершил единственный богомольный поход в Николо-Угрешский монастырь. После отправился в Остров, откуда поехал в село Воронцово, где пробыл до осени[15].
- 14 сентября — Василий III устраивает большую охоту в окрестностях Волоколамска, и возвращается в Москву только 26 октября[13].
- Пожалованы боярством: Оболенский Иван Иванович Щетина, Оболенский Фёдор Васильевич Лопата (ум. 1530), Ряполовский Пётр Семёнович Лобан (ум. 1524)[16].
- На службу великому князю выехал родоначальник дворянского рода: Масловы[17].
- 1517—1526 — сооружаются новые укрепления во Пскове[18].

## Начало правления
См. также: Список глав государств в 1519 году
- 1519—1556 — Император Священной Римской империи Карл V Испанский.

## Родились

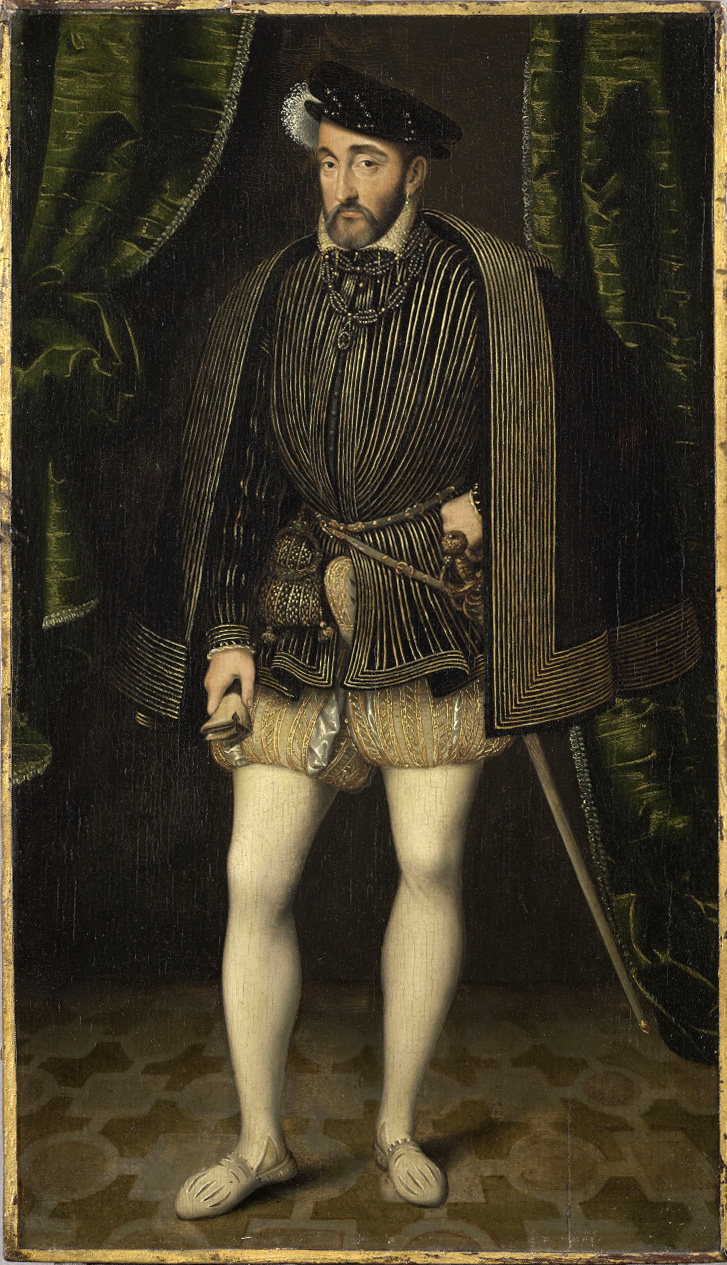
Портрет Генриха II

См. также: Категория:Родившиеся в 1519 году
- 15 февраля — Педро Менендес де Авилес, испанский конкистадор, адмирал, известный борец с пиратством, 1-й губернатор Испанской Флориды.
- 16 февраля — Гаспар II де Колиньи, французский государственный деятель, один из вождей гугенотов.
- 17 февраля — Франсуа де Гиз, 2-й герцог де Гиз (1550—1563), граф, герцог Омальский и пэр Франции, маркиз де Майенн, барон, принц де Жуанвиль, великий камергер и великий ловчий[19] Франции. Французский военный и государственный деятель времён Религиозных войн во Франции, старший сын Клода I (20 октября 1496 — 12 апреля 1550), герцога де Гиз, и Антуанетты де Бурбон-Вандом (1493—1583).
- 31 марта — Генрих II, король Франции с 31 марта 1547 года, второй сын Франциска I от брака с Клод Французской, дочерью Людовика XII, из Ангулемской линии династии Валуа.
- 13 апреля — Екатерина Медичи, королева и регентша Франции, жена Генриха II.
- 6 июня — Чезальпино, Андреа, итальянский врач, естествоиспытатель и философ.
- 12 июня — Козимо I, великий герцог тосканский.

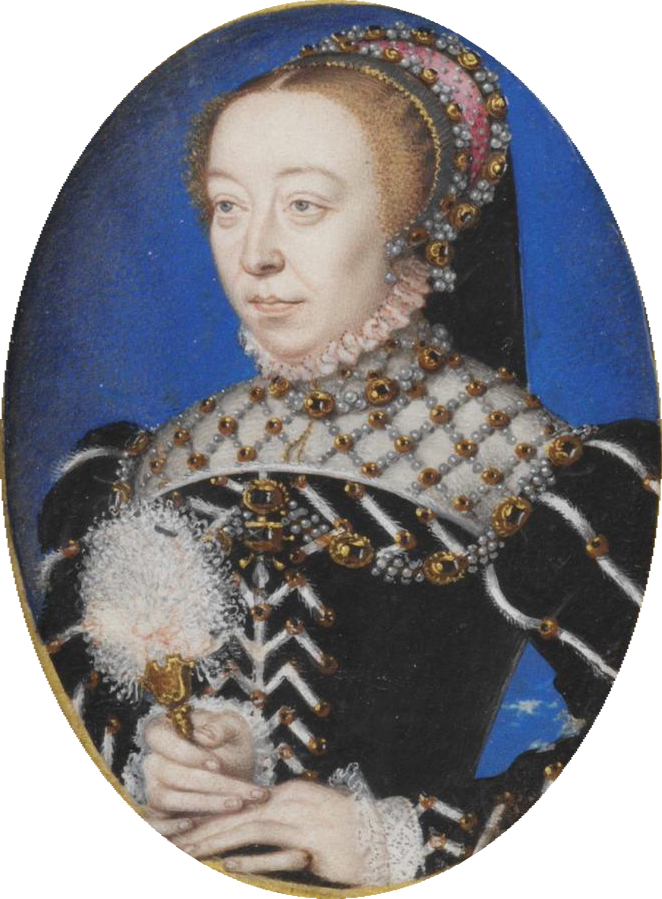
Портрет Екатерины Медичи

- 15 июня — Генри Фицрой, герцог Ричмонд и Сомерсет, официально признанный внебрачный сын короля Англии Генриха VIII и Элизабет Блаунт. Долгое время считался вероятным наследником английского престола[20].
- 24 июня — Беза, Теодор, швейцарский реформатор, сподвижник и преемник Жана Кальвина.
- 20 июля — Иннокентий IX, папа римский с 29 октября по 30 декабря 1591.
- Томас Грешем — английский купец и финансист.
- Имагава Ёсимото — 9-й глава рода Имагава, один из известнейших даймё эпохи Сэнгоку Дзидай и доминировавший военачальник в регионе Токайдо.

## Скончались

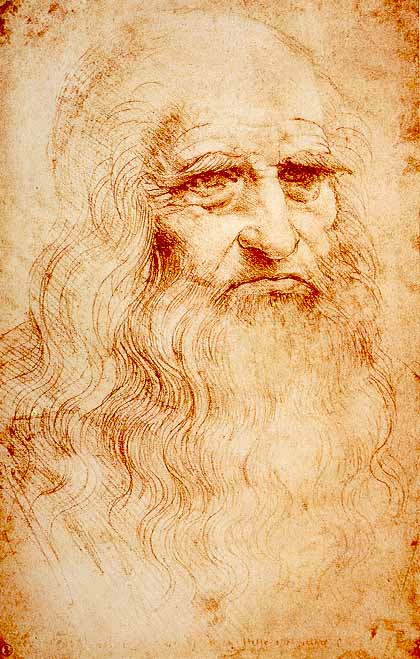
Автопортрет Леонардо да Винчи

См. также: Категория:Умершие в 1519 году
- 12 января — Максимилиан I, король Германии (римский король), император Священной Римской империи, эрцгерцог Австрийский, реформатор государственных систем Германии и Австрии и один из архитекторов державы Габсбургов.
- Январь — Нуньес де Бальбоа, Васко, испанский конкистадор, основавший первый европейский город в Америке, первым из европейцев, увидевший Тихий океан.
- 2 мая — Леонардо да Винчи, итальянский художник и учёный.
- 4 мая — Лоренцо II Медичи, капитан-генерал Флорентийской республики и герцог Урбинский.
- 24 июня — Лукреция Борджиа, герцогиня Феррары.
- 11 августа — Тецель, Иоганн, саксонский монах, настоятель доминиканского монастыря в Глогау.
- Даниил Васильевич Щеня — русский полководец времён Ивана III и Василия III.